# Eliot Engel
Eliot Lance Engel (Ciudad de Nueva York, 18 de febrero de 1947) es un expolítico estadounidense que se desempeñó como miembro de la Cámara de Representantes de Estados Unidos en Nueva York desde 1989 hasta 2021. Miembro del Partido Demócrata.
En 2019, luego de la victoria demócrata en las elecciones de 2018, asumió el cargo de presidente del Comité de Asuntos Exteriores de la Cámara; anteriormente fue su miembro de mayor rango desde 2013, luego de la derrota en la reelección de Howard Berman en 2012.
Engel ganó su primera elección al Congreso en 1989 al derrotar a Mario Biaggi, quien no hizo campaña aunque su nombre estaba en la boleta electoral. Treinta y un años después, la nieta de Biaggi, ahora senadora del estado de Nueva York, apoyó al oponente de Engel. En 2020, después de 16 períodos en el cargo, Engel fue derrotado en las primarias demócratas por el director de la escuela secundaria Jamaal Bowman. Durante su tiempo como líder del Comité de Asuntos Exteriores de la Cámara, Engel fue el principal promotor de la Lista de Actores Corruptos y Antidemocráticos de Centroamérica, es por eso que dicha lista es comúnmente conocida como "Lista Engel".

## Temprana edad y educación
Engel nació en el Bronx, hijo de Sylvia (de soltera Bleend) y Philip Engel, un herrero. Sus abuelos, de origen judío ucraniano, eran inmigrantes del Imperio Ruso. Creció en un proyecto de viviendas de la ciudad, Eastchester Gardens, y asistió a las escuelas públicas de la ciudad de Nueva York.
En 1969, Engel se graduó del campus del Bronx de Hunter College con una licenciatura en historia. Posteriormente recibió una Maestría en Ciencias en orientación y asesoramiento en 1973 de la misma institución, ahora rebautizada como Lehman College luego de la ruptura de su relación con Hunter College. En febrero de 1987, obtuvo un Doctorado en Jurisprudencia de la Facultad de Derecho de Nueva York.

## Cámara de Representantes de EE. UU.
En 1988, Engel se postuló para la Cámara de Representantes de los Estados Unidos en el distrito 19 del Congreso de Nueva York. Su distrito de asamblea estatal cubría gran parte de la esquina sureste del distrito del Congreso. Derrotó al demócrata titular de diez mandatos Mario Biaggi en las primarias con el 48% de los votos, ya que Biaggi había renunciado a su escaño y no hizo campaña para el cargo, aunque su nombre permaneció en la boleta electoral ya que ya se habían presentado peticiones electorales.  Biaggi había sido acusado por Rudy Giuliani de extorsión en el escándalo de Wedtech,  y finalmente fue encarcelado. 
Biaggi no tuvo oposición para la nominación republicana (se había postulado tanto en la línea republicana como en la demócrata desde 1972), que Engel ganó con el 56% de los votos. 
El distrito de Engel, que se convirtió en el 17 en 1993 y ha sido el 16 desde 2013, ha sido históricamente uno de los distritos más conservadores de la ciudad de Nueva York. Los republicanos representaron gran parte de su territorio a nivel estatal hasta 2004. Sin embargo, como reflejo de la creciente tendencia demócrata en el Bronx a nivel federal, Engel nunca se enfrentaría a otra contienda electoral general tan reñida como la primera. 
Fue reelegido 14 veces más por al menos el 61 por ciento de los votos, y solo cayó por debajo del 70 por ciento de los votos dos veces. Como medida de la creciente tendencia demócrata del distrito, Biaggi es el último candidato que se postula en la línea republicana en superar la marca del 40 por ciento.
Para la década de 1990, como en gran parte del resto de la ciudad de Nueva York, las primarias demócratas se habían convertido en la verdadera contienda en este distrito. De 1990 a 2018, Engel solo enfrentó dos concursos primarios competitivos (obteniendo menos del 70%). En 1994, derrotó al músico Willie Colón 62%-38%.  
En 2000, Engel derrotó al senador estatal Larry Seabrook, quien contaba con el apoyo del presidente del Partido Demócrata del condado de Bronx, Roberto Ramírez, 50%-41%. 
En 2020, Engel fue desafiado en la primaria por el director de la escuela de Yonkers, Jamaal Bowman, quien corrió bien a la izquierda de Engel. Engel inicialmente recibió el respaldo de la senadora del estado de Nueva York Alessandra Biaggi, nieta de Mario Biaggi.
Sin embargo, a principios de junio, después de una metida de pata en el micrófono de Engel, en la que insistió en hablar en una conferencia de prensa y dijo: "Si no tuviera una primaria, no me importaría", Biaggi retiró su apoyo a Engel y en cambio, respaldó a Bowman.
En una encuesta de mediados de junio, Engel iba por detrás de Bowman por diez puntos porcentuales y, después de las elecciones, contando los votos anticipados y del día de las elecciones, Bowman superaba a Engel por casi 12.000 votos, 61,8 % frente a 34,9 %. Los votos en ausencia estaban programados para contarse el 30 de junio de 2020, aunque algunas fuentes llamaron a la carrera por Bowman antes del conteo de votos en ausencia.
Después de que se contaron los votos en ausencia, la ventaja de Bowman fue del 55,4% al 40,6%, o 13.218 votos. La carrera fue convocada para Bowman el 17 de julio de 2020, y la Junta Electoral del Estado de Nueva York certificó los resultados el 6 de agosto de 2020.